# Motrico (playa)
La playa Motrico es una playa situada en el municipio guipuzcoano de Motrico, País Vasco (España).